# Hande Erçel
Hande Erçel (n. 24 noiembrie 1993, Bandırma, Turcia) este o actriță și model turcă recunoscută.
Este cunoscută în special pentru rolurile sale din serialele Güneșin Kızları (2015-2016), Așk Laftan Anlamaz (2016-2017) și Sen Çal Kapımı (2020-2021), obținând în timp recunoaștere tot mai mare la nivel național și internațional, precum și numeroase premii oficiale și neoficiale. În 2012, Hande Erçel a fost încoronată Miss Turcia și a ocupat locul doi în concursul de frumusețe Miss Civilizația Lumii.
Hande Erçel a debutat ca actriță în roluri secundare în serialul Çalıkușu (2013-2014). A avut și alte roluri secundare în seriale precum Çılgın Dersane Üniversitede (2014). Ea a devenit mai cunoscută în lumea turcă când a interpretat rolul lui Selen Karahanlı în Hayat Ağacı (2014). După succesul său în interpretarea lui Selin Yılmaz din Güneșin Kızları, a obținut roluri principale în seriale precum Așk Laftan Anlamaz, Siyah İnci (2017-2018), Halka (2019), Azize (2019) și Sen Çal Kapımı, vândute în peste 90 de țări.
Pe parcursul carierei sale profesionale, Hande Erçel a devenit cea mai tânără artistă turcă cu cel mai mare număr de premii (oficiale și neoficiale) din industria turcă și cea mai urmărită artistă turcă pe rețeaua socială Instagram. Hande Erçel a reușit să cucerească inimile multor oameni pe parcursul carierei sale.

## Primii ani
Hande Erçel s-a născut la 24 noiembrie 1993 în Bandırma și este fiica lui Aylin Erçel și Kaya Erçel. Ea are doar o soră, Gamze Erçel. A avut o copilărie neobișnuită, deoarece pentru o perioadă de timp, bunicii ei au crescut-o în orașul natal.
Cu toate că tatăl ei a vrut întotdeauna să studieze medicina, talentul ei remarcabil pentru actorie a fost evident încă de la o vârstă fragedă. Și, deși la început a fost de acord cu tatăl ei, în cele din urmă a realizat că viitorul ei era legat de lumea artistică.
A decis să devină independentă și să se mute în Istanbul pentru a-și începe studiile la Universitatea de Arte Frumoase Mimar Sinan, unde a intrat în departamentul de Arte Tradiționale Turcești. În timp ce lucra în diferite domenii, datorită aspectului ei notabil și personalității sale, a devenit model, prezentatoare de televiziune și a intrat în lumea actoriei profesional în 2013, când a obținut un rol în al treilea episod al serialului Tatar Ramazan, făcându-și prima apariție ca actriță. Un an mai târziu, a debutat ca actriță în roluri secundare într-un episod al serialului Çalıkușu, în care a interpretat rolul lui Zahide, o tânără care rămâne imobilizată în pat din cauza unei boli grave. În același an a jucat și în alte seriale precum Çılgın Dersane Üniversitede, unde a interpretat rolul lui Meryem și a învățat limbajul semnelor pentru a o interpreta, și în serialul Hayat Ağacı, în care a jucat rolul lui Selen Karahanlı.
Curând a trebuit să-și abandoneze studiile din cauza lipsei de timp, neputându-le îmbina cu proiectele sale profesionale. Cu toate acestea, actrița a subliniat de mai multe ori că speră să-și continue cariera universitară și a mărturisit, de asemenea, că dacă nu ar fi avut succes în lumea actoriei, planul ei B a fost întotdeauna să deschidă un atelier de pictură și să organizeze o expoziție cu lucrările ei.

## Cariera profesională

### 2013-2014 Începuturi
În 2013, Hande Erçel a obținut un rol în episodul trei al serialului Tatar Ramazan, unde a făcut prima sa apariție ca actriță. Un an mai târziu, a debutat ca actriță în roluri secundare într-un episod al serialului Çalıkușu, unde a interpretat-o pe Zahide, o tânără care a rămas imobilizată în pat din cauza unei boli grave.
În același an, a jucat și în alte seriale precum Çılgın Dersane Üniversitede, unde a interpretat rolul lui Meryem, și în serialul Hayat Ağacı, unde a interpretat-o pe Selen Karahanlı.

### 2015-prezent, Revelație, Recunoaștere și Proiecte dezvoltate sau în dezvoltare
În 2015, Hande Erçel a obținut primul ei rol principal în serialul Güneșin Kızları, unde a interpretat-o pe Selin Yılmaz și pentru care a câștigat trei premii, inclusiv Golden Butterfly Awards.
În perioada 2016-2017, a interpretat cel de-al doilea rol principal în serialul Așk Laftan Anlamaz (2016-2017), unde a jucat alături de Burak Deniz și unde a început să devină cunoscută la nivel internațional. În 2016, a devenit, de asemenea, una dintre reprezentantele mărcii L'Oréal Paris. În 2017, a lucrat într-o reclamă pentru marca DeFacto, alături de Aras Bulut İynemli.
La șapte luni după încheierea ultimului ei serial, a obținut un alt rol principal în serialul Siyah Inci, unde a interpretat-o pe Hazal Șulabı.
În 2019, a jucat în serialul Halka, unde a interpretat-o pe Müjde, alături de Serkan Çayoğlu. În același an, a interpretat-o pe Azize Günay în serialul Azize, alături de Buğra Gülsoy, dar serialul a fost anulat după doar șase episoade din cauza ratingurilor scăzute, din cauza concurenței puternice de pe piață în acea zi a săptămânii.
În 2020-2021, a obținut unul dintre ultimele sale roluri principale în serialul Sen Çal Kapımı, unde a interpretat-o pe Eda Yıldız.
Serialul a stabilit recorduri, devenind cel mai discutat serial pe rețelele sociale precum Twitter, depășind chiar serialul Jocul de Tronuri, și a fost vândut în peste 90 de țări.
În același an, a început colaborarea ca model pentru marca "Nocturne", cu care a realizat mai multe campanii și a contribuit la creșterea notorietății internaționale a mărcii, deschizând filiale în Statele Unite, Londra și Franța. În același an, a participat la campanii publicitare pentru mărci precum Signal și a început colaborarea cu marca Atasay Jewelry, devenind imaginea mărcii, realizând mai multe campanii publicitare și proiectând o colecție de bijuterii. A devenit prima artistă turcă care a apărut pe fațada clădirii Burj Khalifa,, cea mai înaltă clădire din lume, și a reușit să valorifice și să internaționalizeze marca, care a intrat în topul celor mai bune 10 bijuterii din lume.
În 2023, a strălucit la Festivalul de Film de la Cannes în calitate de ambasadoare a brandului Magnum, stabilind recorduri istorice pentru marcă și intrând în topul celor 5 cele mai discutate persoane în timpul festivalului de la Cannes.
De asemenea, a devenit prima artistă turcă care a semnat un contract cu brandul exclusiv de parfumuri "Laverne", ale cărui reclame vor fi difuzate în Arabia Saudită, Emiratele Arabe Unite, Bahrain, Oman, Kuwait, Iordania, Maroc, Libia și Qatar, printre alte țări arabe.
Ca actriță, HandKenan, un jurnalist ambițios cu personalitate dublă care va fi fascinat de ea în momentul în care se întâlnesc în timpul unei investigații de crimă, iar destinele e Erçel va juca în Bambașka Biri, primul thriller psihodramatic din Turcia, în rolul unei tinere, hotărâte și ambițioase procurori pe nume Leyla, care vrea să lase în urmă un trecut complicat și să stabilească un nou ordin, investigând crime și făcând dreptate, alături de Burak Deniz, care o interpretează pe lor se vor intersecta, eliberându-și pasiunile și dezvăluind adevărurile pe care le cunoșteau despre viețile lor.
Se așteaptă ca Hande Erçel să debuteze în curând în primul ei lungmetraj, Mest-i Așk, o coproducție între Iran și Turcia, unde va interpreta rolul principal alături de Shahab Hosseini, Parsa Pirouzfar, İbrahim Çelikkol, Selma Ergeç, Bensu Soral și Boran Kuzum. Acest film a fost filmat în 2019 pentru a fi lansat în 2020, dar pandemia a întârziat distribuția sa. Se așteaptă ca filmul să fie lansat atunci când negocierile producătorilor vor fi finalizate pentru difuzarea sa.

#### Ambasadoare
Hande colaborează cu mai multe organizații pentru drepturile animalelor, ale copiilor și ale femeilor.
În special, începând din 2019, a fost voluntară pentru Asociația Vida Libre de Cáncer (Kansersiz Yașam Derneği), iar în timpul pandemiei din 2020, și-a folosit interesul și pasiunea pentru pictură pentru a crea mai multe lucrări pentru a colabora cu această asociație. În anii 2020, 2021 și 2022, a fost ambasadoarea publică a organizației.

## Schimbări fizice
De-a lungul vieții sale, Hande a trebuit să facă față diferitelor circumstanțe personale și profesionale (experiențe rele, hărțuirea brută și continuă, ura, defăimarea și bullying-ul pe care le-a suferit, tratamentul la care a fost supusă pentru a dona măduva osoasă mamei sale, care a avut ca efect secundar umflarea în special a feței ei în timpul și după proces, boala și decesul mamei sale, boala nepoatei sale iubite Mavi, decesul bunicului său, etc.). Și în ciuda modului în care a fost afectată mental și fizic (Hande a subliniat în repetate rânduri cum a câștigat sau a pierdut mult în greutate atunci când ceva a avut un impact puternic asupra ei emoțional și cum, atunci când se simte mai bine, încearcă să rămână sănătoasă și să meargă mai departe, și că, deși nu a făcut intervenții chirurgicale estetice invazive, toate persoanele ar trebui să fie libere să facă și să devină ceea ce doresc și să se simtă mai bine, fără a fi judecate), Hande Erçel strălucește și se înalță singură și îi amintește tuturor cu propriul său exemplu că important este să păstrezi esența, să te dezvolți, să mergi înainte, să îți asumi riscuri, să cazi dar să te ridici întotdeauna, să fii rezistent, liber, să muncești din greu, să ajuți, să respecți și să te bucuri, să fii recunoscător și să apreciezi totul.
Hande este extraordinar de frumoasă în toate sensurile, lumină, inspirație și mândrie pentru ea însăși și pentru tot mai mulți oameni din întreaga lume care au privilegiul de a o cunoaște, iubi, admira, susține și respecta pentru ea însăși, pentru sufletul ei și pentru proiectele sale.

## Legături externe
- Hande Erçe pe IMDb